# Daniel Cuellar
Daniel Cuellar Tellez (* 6. Mai 2003 in Guadalajara) ist ein mexikanischer Eishockeyspieler, der seit 2022 bei den Fresno Monsters in der United States Premier Hockey League spielt.

## Karriere
Daniel Cuellar begann seine Karriere bei den El Paso Rhinos in der 3. Division der North American Hockey League. Im Alter von 19 Jahren wechselte er zu den Fresno Monsters in die United States Premier Hockey League.

### International
Im Juniorenbereich spielte Cuellar für Mexiko bei den U20-Weltmeisterschaften 2022 in der Division III und 2023, als er zum besten Spieler seiner Mannschaft gewählt wurde, in der Division II.
Mit der Herren-Nationalmannschaft seines Landes nahm Cuellar erstmals an der Weltmeisterschaft der Division II 2022 teil. Auch 2023 spielte er dort.

## Erfolge und Auszeichnungen
- 2022 Aufstieg in die Division II, Gruppe B, bei der U20-Weltmeisterschaft der Division III